# خافيير سميث
خافيير سميث (بالإنجليزية: Javier Smith)‏ (21 فبراير 1987 جزر العذراء البريطانية المملكة المتحدة - ) هو لاعب كرة قدم بريطاني يلعب كمدافع.

## روابط خارجية
- خافيير سميث على موقع قاعدة بيانات كرة القدم.إي يو (الإنجليزية)
- خافيير سميث على موقع ناشيونال فوتبول تيمز (الإنجليزية)